# Provinces
Provinces (en castellano, Provincias) es el segundo álbumes de estudio como solista del cantautor chileno Patricio Castillo, miembro de la banda Quilapayún. Fue publicado originalmente en Francia en 1977, con la colaboración de Tita Parra y Manduka.

## Lista de canciones
Todas las canciones escritas y compuestas por Patricio Castillo, salvo «No solo un poeta», escrita por Alejandro Lazo y Patricio Castillo. 
| Lado A |                                                                     |          |  |
| N.º    | Título                                                              | Duración |  |
| 1.     | «Estadio de noche» (instrumental; también llamada «Noche de Chile») |          |  |
| 2.     | «No sólo un poeta»                                                  |          |  |
| 3.     | «La niña y el árbol»                                                |          |  |
| 4.     | «Resistir»                                                          |          |  |
| 5.     | «Irse» (también llamada «Canción de partirse»)                      |          |  |

| Lado B |                             |          |  |
| N.º    | Título                      | Duración |  |
| 1.     | «Provincias I»              |          |  |
| 2.     | «Interludio» (instrumental) |          |  |
| 3.     | «Provincias II»             |          |  |